# Sericochroa paragorna
Sericochroa paragorna är en fjärilsart som beskrevs av William Schaus 1928. Sericochroa paragorna ingår i släktet Sericochroa och familjen tandspinnare. Inga underarter finns listade i Catalogue of Life.